# Ioannes Paulus II Peninsula

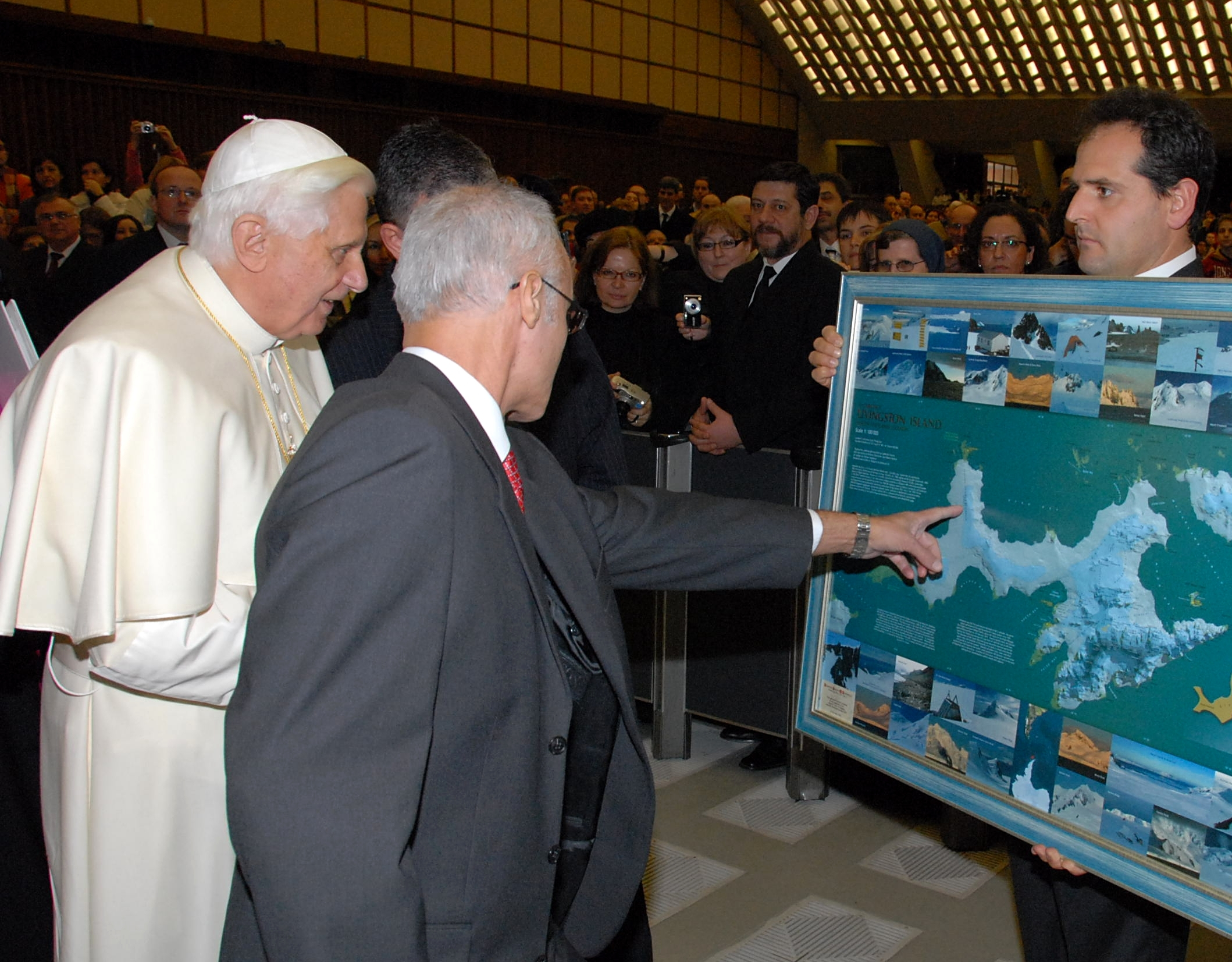
Wyspa Livingston i półwysep Jana Pawła II wskazywany papieżowi Benedyktowi XVI

Ioannes Paulus II Peninsula (pol. Półwysep Jana Pawła II) - półwysep na Wyspie Livingstona w antarktycznych Szetlandach Południowych. Pokryty lodowcem półwysep leży w północno-zachodniej części wyspy, pomiędzy zatokami Barclay Bay i Hero Bay. Północny kraniec lądu wolny jest od lodu i znajduje się tam chilijsko-amerykańska stacja polarna Guillermo Mann (Shirreff Base).
Nazwa półwyspu pochodzi od papieża Jana Pawła II.